# 2020년 하계 올림픽 키리바시 선수단
2020년 하계 올림픽 키리바시 선수단에 대한 문서이다.
키리바시는 도쿄도에서 열린 2020년 하계 올림픽에 참가했다. 원래 2020년 7월 24일부터 8월 9일까지 열릴 예정이었으나 코로나19 범유행으로 인해 2021년 7월 23일부터 8월 8일로 연기되었다. 일본의 도쿄 참가는 2004년 첫 대회 이후 다섯 번째 하계 올림픽 출전이었다.
키리바시 대표단은 단거리 선수 라타이시 음웨아(Lataisi Mwea), 유도 선수 키나우아 비리보(Kinaua Biribo), 역도 선수 루벤 카토아타우(Ruben Katoatau) 등 세 명의 선수로 구성되었다. 음웨아는 세계 육상 연맹에서 부여한 보편성 슬롯(universality slot)을 통해 자격을 얻었으며 카토아타우와 키나우아는 해당 부문에서 가장 순위가 높은 오세아니아 선수였다. 개회식에서는 키나우아와 카토아타우가 기수를 맡았고, 폐막식에서는 카토아타우가 단독으로 깃발을 들고 있었다. 세 명의 선수 모두 메달을 획득하지 못했고, 이번 대회에서 키리바시는 아직 올림픽 메달을 획득하지 못했다.

## 같이 보기
- 올림픽 키리바시 선수단